# Clos de Codorniu
El Clos de Codorniu o Tancat de Codorniu és una finca d'Alcanar inclosa a l'Inventari del Patrimoni Arquitectònic de Catalunya.

## Descripció
És un edifici aïllat que s'ubica dins una propietat rural envoltada d'un alt mur de maçoneria. Té una planta, de tipus irregular, formada per dos cossos perpendiculars. L'alçat està format per una planta baixa i dos pisos.
A la façana principal, i la part de darrere, hi ha dues terrasses a l'altura del primer pis, que se separa del segon per una motllura llisa horitzontal d'inspiració clàssica. Amb obertures al primer pis, en forma de balcons amb ampits, excepte la porta d'accés a la terrassa. Al segon pis, hi ha petites finestres col·locades regularment, i com les anteriors, emmarcades per motllures.
A la part superior la cornisa, amb barana a sobre, se sustenta amb permòdols amb sectors de rajola de València. Com a colofó, un plafó de pedra central amb dues esferes sobre basaments als extrems.
A uns 200 m. de l'edifici principal, hi ha una torre aïllada d'aspecte exterior similar a aquests, on hi ha els motors de l'aigua de reg.

## Història
Hi hagué un temps en què Alfons XII hi estiuejava.
Als anys 90, els propietaris la tenien com a segona residència i la visitavenn temporalment, i era una família de llogats la que habitava permanentment el lloc i es cuidava del seu manteniment.
L'any 2002 va obrir com a hotel i restaurant.